# Bromoetà
El bromoetà, també conegut com a bromur d'etil, és un compost químic del grup dels haloalcans. Aquest compost volàtil té una olor similar a l'èter.

## Usos
En síntesi orgànica, el bromoetà és l'equivalent sintètic del sintó carbocatió etil (Et+), encara que formalment, aquest catió no es forma en realitat. Per exemple, les sals de carboxilats es converteixen en èsters etílics, carbanions en derivats etilats, tiourea en sals d'etilisotiouroni i les amines en etilamines.